# Нюрнберзький процес (фільм)
«Нюрнберзький процес» (англ. «Judgment at Nuremberg») — американський чорно-білий фільм-драма 1961 року режисера Стенлі Крамера. Фільм заснований на реальних подіях. Прем'єра фільму відбулася в 1961 році. Кінознавцями оцінюється як вершина режисерської майстерності Крамера і центральною точкою його кар'єри.
Фільм отримав 11 номінацій на премію «Оскар», в тому числі як найкращий фільм року, дві з яких виявилися переможними — за найкращу чоловічу роль Шелла і найкращий адаптований сценарій Еббі Манна. Американським інститутом кіномистецтва визнаний однією з найбільших юридичних картин в історії кіно. У 2013 році фільм увійшов в Національний реєстр фільмів США, як такий, що має «історичне, естетичне або культурне значення». На 1 березня 2024 року фільм займав 138-му позицію у списку 250 кращих фільмів за версією IMDb.

## Сюжет
Дія відбувається в Нюрнберзі в 1948 році, через два роки після закінчення процесу над головними нацистськими злочинцями. В ході одного з «малих Нюрнберзьких процесів» слухаються справи суддів, що служили нацистському режиму…

## У ролях
Головні ролі виконали:
- Спенсер Трейсі
- Річард Відмарк
- Марлен Дітріх
- Максиміліан Шелл